# 馬丁縣 (肯塔基州)
馬丁縣（英語：Martin County）是美國肯塔基州東部的一個縣，東鄰西維吉尼亞州。面積598平方公里。根據美國2000年人口普查，共有人口12,578人。縣治艾內茲（Inez）。
成立於1870年9月1日。縣名紀念眾議員約翰·普雷斯頓·馬丁（John Preston Martin）。本縣為一禁酒的縣。